# Ličenca (potok)
Líčenca (tudi Líčnica) je levi pritok Dravinje iz zahodnega dela Dravinjskih goric. Nastane v plitvi gozdnati grapi pod vasjo Vinarje in teče sprva proti vzhodu, a kmalu zavije na jug in nato vse do izliva teče v tej smeri. Že po nekaj sto metrih se ob majhnem potoku pojavi naplavna ravnica, ki je v srednjem toku široka do 400 m. Na obeh straneh se bolj ali manj mokrotna ravnica skoraj neopazno dvigne v položna pobočja, večinoma poraščena z mešanim gozdom. V zgornjem delu prečka dolino viadukt Vrhole na štajerski avtocesti (dolžina 238 m).
Ime potoka se pojavlja v dveh oblikah: na državnih topografskih kartah v merilih 1 : 25.000 in 1 : 50.000 je ime zapisano kot Ličenca, le na starejšem temeljnem topografskem načrtu v merilu 1 : 5000 v obliki Ličnica. Ime Ličenca je uporabljeno tudi na zemljevidu v merilu 1 : 50.000 v Velikem atlasu Slovenije, enako tudi v nekoliko starejših krajevnih leksikonih.
 Na starem avstrijskem vojaškem zemljevidu je ime potoka zapisano kot Votrouza Bach, na nekoliko mlajšem franciscejskem zemljevidu Litschenza B.(ach), na še mlajšem francjožefovskem zemljevidu pa kot Ličenca p.(otok).
Struga potoka je skoraj v celoti v naravnem stanju, le v spodnjem delu je na dveh krajših odsekih spremenjena v umetni kanal. Je plitva in ozka, na obeh bregovih obdana z gostim grmovnim in drevesnim rastlinjem. Ob njej je široka naplavna ravnica, ki je razmeroma mokrotna in občasno poplavljena, skoraj povsem neposeljena in večinoma v travnikih. Zaradi dobre ohranjenosti in skrbne nege so ti travniki pomembni habitati za številne ogrožene rastlinske in živalske vrste, mdr. za zelo ogroženega metulja strašničinega mravljiščarja (Phengaris teleius).
Zaradi bogatih mokrotnih habitatov ter raznolikosti rastlinskih in živalskih vrst je celotna dolina z bližnjo okolico vključena v zavarovano območje Natura 2000 (Ličenca pri Poljčanah), poplavni travniki ob Ličenci in njenih pritokih so opredeljeni tudi kot naravna vrednota državnega pomena.
V manjši stranski dolini ob desnem pritoku Ličence so štirje ribniki, ki so nekoč pripadali Žički kartuziji (ribniki Petelinjek): Stari gaj, Polšak, Štepihovec in največji Štatenberšek. Ribniki z bližnjo okolico predstavljajo izjemno pomembne mokrotne habitate, saj tu živi najmanj 35 vrst kačjih pastirjev, mdr. dristavični spreletavec (Leucorhinia pectoralis) in prodni studenčar (Cordulegaster heros) ter metulj črtasti medvedek (Euplagia quadripunctaria). Vlažno okolje je primerno tudi za dvoživke, mdr. tu živi hribski urh (Bombina variegata), in številne vodoljubne rastlinske vrste.
Ob ribnikih je speljana zanimiva naravoslovna učna pot Petelinjek.